# Robert-Aglaé Cauchoix

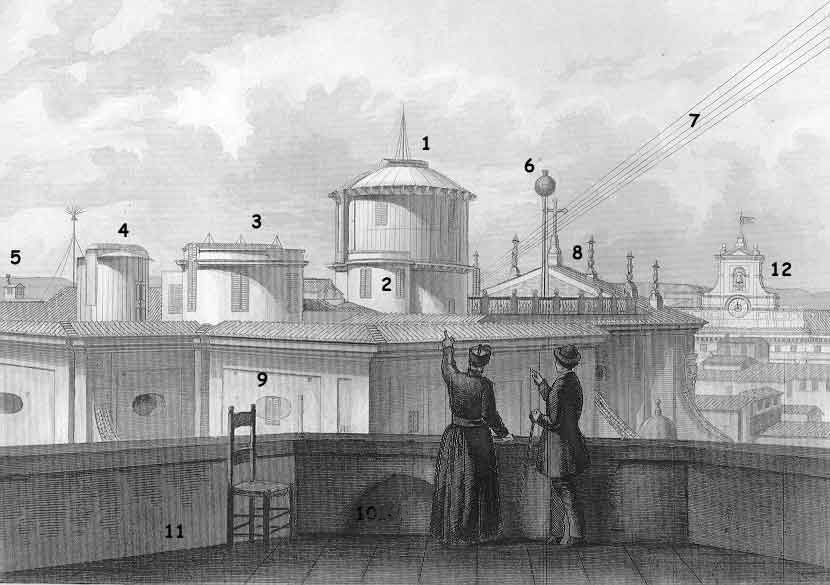
Observatorium van het Collegio Romano in 1852. Met het cijfer 4 wordt de behuizing aangegeven van de telescoop van Cauchoix

Robert-Aglaé Cauchoix (24 april 1776 - 5 februari 1845) was een Frans opticien en instrumentmaker. De door hem vervaardigde lenzen en telescopen speelden een rol in de tijd van de grote refractortelescopen (ca. 1819-1857).

## Instrumenten
Cauchoix maakte onder meer barometers, sferometers en micrometers, maar specialiseerde zich in de optica. Hij produceerde verscheidene telescopen en losse objectieven daarvoor. Zo bevond zich een in 1820 gebouwde refractor in het Observatorium van Parijs. Het instrumentarium van de sterrenwacht van het Collegio Romano, een Jezuïetencollege in Rome, vermeldt een 6,5 inch (16,5 cm) refractor van Cauchoix uit 1825. In het Koninklijk Observatorium van Greenwich staat de Sheepshankstelescoop, genoemd naar dominee Richard Sheepshanks, die het objectief ervoor, van de hand van Cauchoix, schonk aan het observatorium.

## Grote refractors
Hoewel het principe van de spiegeltelescoop reeds eerder bekend was en door Isaac Newton verbeterd, zou het nog tot midden negentiende eeuw duren voordat zij van voldoende kwaliteit waren. Tot 1856/57 waren de refractors zonder deze concurrentie de grootst mogelijke telescopen en dat leidde tot een wedloop die in 1819 begonnen werd door de Duitse werktuigkundige Joseph von Fraunhofer. Drie van Cauchoix' objectieven behoorden in hun tijd tot de recordhouders. Zo vervaardigde hij voor de Ier Edward Joshua Cooper in 1831 een refractor met een diameter van 13,3 inch (bijna 33,8 cm). Cooper installeerde de telescoop in zijn observatorium bij Markree Castle en bestudeerde ermee de komeet Halley in 1835 en een zonsverduistering in 1836. In 1829 maakte Cauchoix een objectief met een diameter van bijna 30 cm voor de Britse astronoom James South, die er een nieuwe telescoop mee uitrustte. Vanwege problemen met het onderstel, de montering, voldeed dit instrument niet aan de verwachtingen en werd het ontmanteld. De lens heeft in andere instrumenten op diverse plaatsen dienstgedaan tot en met 1989.